# The Beloved
The Beloved – brytyjska grupa grająca muzykę elektroniczną, założona w 1983 w Cambridge.

## Historia
Zespół założyli: Jon Marsh, Steve Waddington i Tim Havard. Początkowo zespół wykonywał muzykę post punkową i nowofalową, pod koniec lat 80. zmienił styl na alternative dance i house. Pierwszy singel „A Hundred Words” ukazał się w 1986 roku. Rok później zespół wydał jeszcze album Where It Is, jednak nie odniósł on sukcesu komercyjnego. W 1990 roku zespół wydał dwa albumy: Happiness i Blissed Out. Trzy lata później ukazał się album Conscience. Na albumie znalazł się utwór „Sweet Harmony”, będący największym przebojem zespołu. W następnych latach zespół wydał albumy: X (1996), Single File (1997) i The Sun Rising: The Platinum Collection (2005).

## Dyskografia
- 1987: Where It Is
- 1990: Happiness
- 1990: Blissed Out
- 1993: Conscience
- 1996: X
- 1997: Single File
- 2005: The Sun Rising: The Platinum Collection

Opracowano na podstawie oficjalnej strony zespołu.